# Boolarra
Boolarra – miasto w Australii, w stanie Wiktoria.